# Masa monetaria
La  masa monetaria u oferta de dinero, en macroeconomía, es la cantidad de dinero disponible en una economía para comprar bienes, servicios y títulos de ahorro, en un momento determinado. La oferta monetaria es determinada de manera conjunta por el sistema bancario privado y el banco central del país. El banco central opera a través del mercado abierto y de otros instrumentos para proveer de reservas al sistema bancario.

## Contenido
El sector monetario, a diferencia del sector real, trata sobre el mercado del dinero. Las mismas herramientas de análisis que se aplican a otros mercados pueden aplicarse al mercado del dinero. La oferta y la demanda resultan en un equilibrio del valor (tasa de interés) y de la cantidad (balances de efectivo).
{\displaystyle {\mbox{Oferta de dinero}}={\mbox{Efectivo}}+{\mbox{Depósitos a la Vista}}\,}

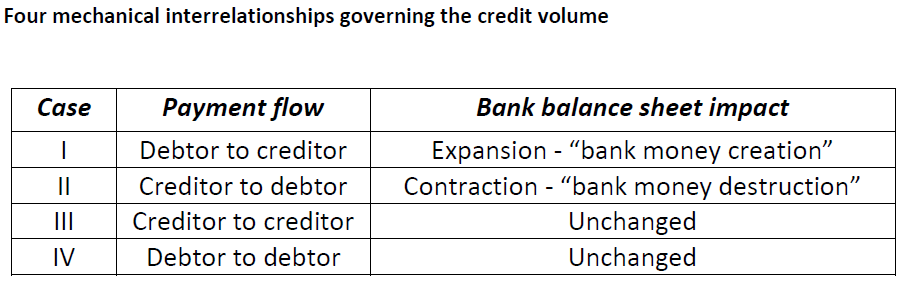
El hecho de que los préstamos bancarios aumenten o no la cantidad de dinero bancario (la oferta monetaria) depende de los flujos de pagos.

El dinero u oferta de dinero incluye el efectivo que comprende los billetes y las monedas en circulación al estar en manos de las familias y las empresas y por otra también incluye los depósitos bancarios, pagarés, cheques, certificados de depósito.
El primer activo que se incluye en la oferta de dinero es el efectivo, porque es el medio de cambio más aceptado en una economía. Pero el efectivo no es el único activo que puede ser utilizado para adquirir bienes, muchos establecimientos comerciales aceptan cheques y pago por tarjeta de debito. Por esta razón se incluyen los depósitos bancarios dentro de la oferta de dinero.
Según lo enunciado la oferta monetaria viene determinada por el banco central, los bancos y el público que comprende las familias y las empresas. Esta influencia se produce a través del cociente entre efectivo y depósitos, el cociente entre reservas y depósitos (coeficiente de caja) y dinero de alta potencia o base monetaria.

Cuando un banco comercial otorga nuevos préstamos a sus clientes, y les acredita el importe correspondiente en sus cuentas corrientes, está creando dinero bancario. Ese dinero será utilizado para comprar bienes o realizar inversiones y finalmente acabará depositado en otras cuentas bancarias. De manera inversa, cuando los clientes pagan sus deudas, se destruye ese dinero bancario (Banco de España 2022).

### Relación entre efectivo y depósitos
Este coeficiente mide la proporción de dinero que mantienen los ciudadanos en dinero efectivo y en el banco, depende de los hábitos de pago de las personas y de factores relacionados con el coste y la facilidad de conseguir dinero en efectivo. Por ejemplo la existencia de una extensa red de oficinas bancarias, cajeros automáticos y el uso generalizado de tarjetas de pago logran que los ciudadanos necesiten menos efectivo y hagan bajar este coeficiente. A corto plazo se entiende que permanece constante.

### Coeficiente de caja
Las entidades financieras para el cumplimiento de sus fines mantienen una parte del dinero depositado por sus clientes como reservas para hacer frente a posibles retiradas de dinero. Los bancos mantienen estas reservas bien en depósitos que realizan en el banco central y también con el dinero que mantienen en sus cajas. Estas reservas suelen ser una proporción fija de los depósitos que mantienen sus clientes y a corto plazo esta proporción suele permanecer fija.

### Base monetaria
La base monetaria es el dinero a partir del cual se genera la oferta monetaria. La base monetaria está compuesta por el dinero efectivo  que puede estar en manos de familias y empresas, o bien en las cajas de los bancos como reservas de las entidades financieras para asegurar la liquidez de sus depósitos. La base monetaria incluye también las reservas bancarias obligatorias, que vienen determinadas por el Banco Central a partir del coeficiente de caja.
| {\displaystyle \ BM=E+R}       |
|                                |
| {\displaystyle \ OM=m\cdot BM} |

OM = oferta de dinero (oferta monetaria)

E = efectivo en manos del público, es decir la cantidad de dinero (billetes + monedas) que mantiene el público sin ingresar en los bancos

D = volumen de depósitos bancarios que mantiene el público

BM = base monetaria 

R = reservas bancarias  

m = multiplicador monetario

{\displaystyle m=\left({\frac {1+a}{w+a}}\right)}
donde:
{\displaystyle a={\frac {Efectivo\;en\;manos\;del\;p{\acute {u}}blico\;(E)}{Dep{\acute {o}}sitos\;bancarios\;(D)}}}
{\displaystyle w={\frac {Reservas\;bancarias\;(R)}{Dep{\acute {o}}sitos\;bancarios\;(D)}}}

## Alcance de la oferta monetaria
En una economía desarrollada no es fácil establecer una línea que diferencie entre los activos que pueden ser denominados dinero y los demás.
Puesto que se entiende que dinero es cualquier cosa que pueda ser usada en pago por una deuda, hay una variedad de formas de definir o medir la oferta del dinero y en concreto en la medición del dinero bancario. Las formas más restrictivas de medir la oferta tienen en cuenta sólo esas formas de dinero disponibles para transacciones inmediatas, mientras que definiciones más amplias consideran dinero el almacenamiento de algo de valor. Las medidas más comunes son M0 (la más restrictiva), M1, M2, M3, M4.
- M0: el total de toda moneda física (billetes + monedas), más cuentas bancarias depositadas en los Bancos Centrales
- M1: M0 + cantidades en cuentas corrientes (estrictamente oferta monetaria)
- M2: M1 + cuentas de ahorros, cuentas de economía de mercado y cuentas de certificados de depósito. Menores de US $ 100.000
- M3: M2 + todos los demás tipos de certificados de depósito, depósitos en moneda extranjera
- M4:M3 + el cuasi-dinero (pagarés y otros instrumentos financieros muy poco líquidos)

Después del 23 de marzo de 2006 la información estadística M4 deja de ser publicada por el Banco de la Reserva Federal de los Estados Unidos. Poco después desaparece el M3. Los otros tipos de medida de oferta de dinero se continúan publicando en detalle.

## Relación con la inflación
La teoría monetarista sostiene que existe un vínculo directo entre la cantidad de dinero circulante y el nivel de precios de una economía.
Ecuación de intercambio monetario: 
Velocidad x oferta de dinero = PIB real x PIB deflactor
Donde:
- Velocidad = el número de veces por año que el dinero cambia de manos (PIB/Oferta de dinero)
- PIB real = Producto interno bruto nominal/ PIB deflactor
- PIB deflactor = medida de la inflación. La oferta de dinero puede ser mayor o menor que la demanda de dinero en la economía.

La teoría keynesiana, en cambio, no considera que haya un vínculo directo entre masa monetaria e inflación, especialmente en el caso de una economía en crecimiento.